# Zafra taylorae
Zafra taylorae is een slakkensoort uit de familie van de Columbellidae. De wetenschappelijke naam van de soort is voor het eerst geldig gepubliceerd in 2002 door Raines.